# Фанат 2
«Фанат 2» — советский художественный фильм 1990 года режиссёра Владимира Феоктистова по сценарию Георгия Котова и Семёна Калики. Продолжение фильма «Фанат» 1989 года. Алексей Серебряков от участия в сиквеле отказался, поэтому роль Малыша исполнил Олег Фомин.

## Сюжет
Первая часть фильма закончилась тем, что Малыш победил Вышибалу в решающем поединке. Ему удаётся скрыться от преследователей, но Мэтр лично убивает его тренера и даёт приказ об уничтожении Малыша.
После покушения Малыш выживает. На одесском пляже он знакомится с фотографом Давидом. На пляж врывается банда байкеров, бесчинствуя и атакуя отдыхающих. Нападают и на Малыша. Беспорядки прерывает появление милиции. Хулиганы бегут. Фотограф позволяет Малышу ночевать в своей фотолаборатории, позже знакомит с племянницей Сашей, с которой у Малыша возникают романтические отношения. О новом появлении Малыша в городе случайно узнает Мэтр, сообщающий об этом своим покровителям из областной власти. Секретарь Одесского обкома КПСС Сытых, ныне кандидат в народные депутаты, отдаёт приказ о ликвидации теряющего контроль над ситуацией Мэтра и розыске Малыша через федеральные каналы УВД.
Малыш с Сашей катается по морю на надувной лодке. Мафия на яхте догоняет их, уничтожает лодку и похищает Сашу. Малыш вплавь настигает яхту глубоко за полночь. Падая с ног от усталости, он вступает на палубе в бой с охранниками и освобождает Сашу, но девушка после пыток вскоре умирает на руках своего дяди Давида, примчавшегося искать племянницу и Егора. На берегу парня задерживает милиция и помещает в следственный изолятор, где с ним конфликтуют уголовники, которым Егор даёт жёсткий отпор, и где его цинично истязают надзиратели. Следователь — сослуживец Малыша по срочной службе в армии. Он лично вычисляет бандитов, вступает с ними в бой и добивается некоторой признательной информации.
К сломленному горем старому Давиду приезжают иностранные журналисты, которым он даёт интервью и соглашается собрать фотоматериалы о мафии.
В это время Давиду удаётся сфотографировать процесс посадки мафии на яхту. Вместо Мэтра всем теперь руководит некий Антоныч. В кадр попадает и приехавший на встречу партийный босс. Давид выдаёт себя бликами от линзы объектива.
Малыша освобождают. Он отправляется к Давиду, находит его убитым, но обнаруживает компрометирующие фотографии в мусорном баке и на яхте. Проникнув на судно, провоцирует драку и узнаёт от умирающего бандита, где находится Антоныч. Малыш обливает яхту бензином и поджигает, а затем отправляется к месту проведения подпольных боёв без правил. Малыш расправляется с несколькими бандитами, но Антоныч пытается спастись бегством на автомобиле. Малыш из револьвера подстреливает машину, та падает с обрыва и взрывается. Финальный кадр: восход солнца, Малыш идёт по пляжу, кто-то следит за ним через прицельную сетку.

## В ролях
| Актёр                 | Роль                            |
| --------------------- | ------------------------------- |
| Олег Фомин            | Егор Ларин (Малыш)              |
| Евгения Добровольская | Катя                            |
| Александра Колкунова  | Саша                            |
| Юрий Горобец          | Антоныч                         |
| Анатолий Равикович    | Давид                           |
| Мартиньш Вилсонс      | Мэтр (озвучил Анатолий Ромашин) |
| Олег Кантемиров       | Олег Иванович                   |
| Семён Фурман          | милиционер                      |
| Юрий Гусев            | Николай                         |
| Евгений Иванычев      | Юрий Михайлович                 |
| Антон Андросов        | Филин                           |
| Владимир Большов      | Сева                            |
| Борис Мирза           | Акула                           |
| Юрий Лопарёв          | зэк                             |
| Лариса Полякова       |                                 |